# Обнинский филиал Научно-исследовательского физико-химического института имени Л. Я. Карпова
Обнинский филиал ОАО ГНЦ НИФХИ им. Л. Я. Карпова — один из российских государственных научно-исследовательских институтов, проводящих исследования в области радиационной химии, радиационной физики твердого тела, химии высокомолекулярных соединений и т. п. Является составной частью Государственного научного центра Российской Федерации — Научно-исследовательского физико-химического института им. Л. Я. Карпова. Входит в структуру государственной корпорации Росатом.
Обнинский филиал ОАО ГНЦ НИФХИ им. Л. Я. Карпова располагает серьёзной экспериментально-производственной базой (включая исследовательский реактор типа ВВЭР-ц и 20 ускорителей электронов). Он специализируется на выпуске радиофармпрепаратов (свыше 20 видов) и выпуске материалов со свойствами, улучшенными благодаря ионизирующему излучению. Одним из важных направлений деятельности филиала на протяжении десятилетий является промышленное получение 99Mo, используемого в диагностических и терапевтических целях (второй российский центр находится в Димитровграде). Под руководством профессора С. П. Соловьёва на базе института были осуществлены широкомасштабные работы по ядерному легированию полупроводников, создана технологическая линия по производству радиационно-легированного кремния, и организовано промышленное производство последнего. Благодаря созданным технологиям в настоящее время в институте производится несколько тонн слитков и пластин радиационно-легированных и радиационно-модифицированных полупроводников.

## История
- 1959 — основание  филиала.
- 1962 — пуск в эксплуатацию кобальтовых гамма-установок.
- 1964 — пуск в эксплуатацию исследовательского ядерного реактора ВВР-ц.

## Известные сотрудники
- Карпов, Владимир Львович (1907—1986) — заслуженный деятель науки РСФСР (1968), лауреат Государственной премии СССР (1969).
- Соловьёв, Сергей Петрович (1932—2000) — директор Обнинского филиала НИФХИ им. Л. Я. Карпова (1972—1982).